# Новосибирский аффинажный завод
Акционерное Общество «Новосибирский аффинажный завод» (АО «НАЗ») — одно из ведущих аффинажных предприятий России, перерабатывающее минеральное и вторичное сырье, в котором содержатся драгоценные металлы. НАЗ выпускает аффинированное золото, серебро и другие драгоценные металлы в слитках, гранулах, порошке и других видах. Расположен в Октябрьском районе Новосибирска.

## История
До 1922 году аффинаж золота и серебра в стране проводили на Монетном дворе в Ленинграде. В 1922 году лаборатория была переведена в Москву. В 1923 году была организована лаборатория Народного Комиссариата финансов СССР (позднее Московская Плавильно-аффинажная лаборатория НКФ СССР), которая проводила работу по сплавлению, опробованию всего добываемого, конфискованного и скупаемого у населения золота.

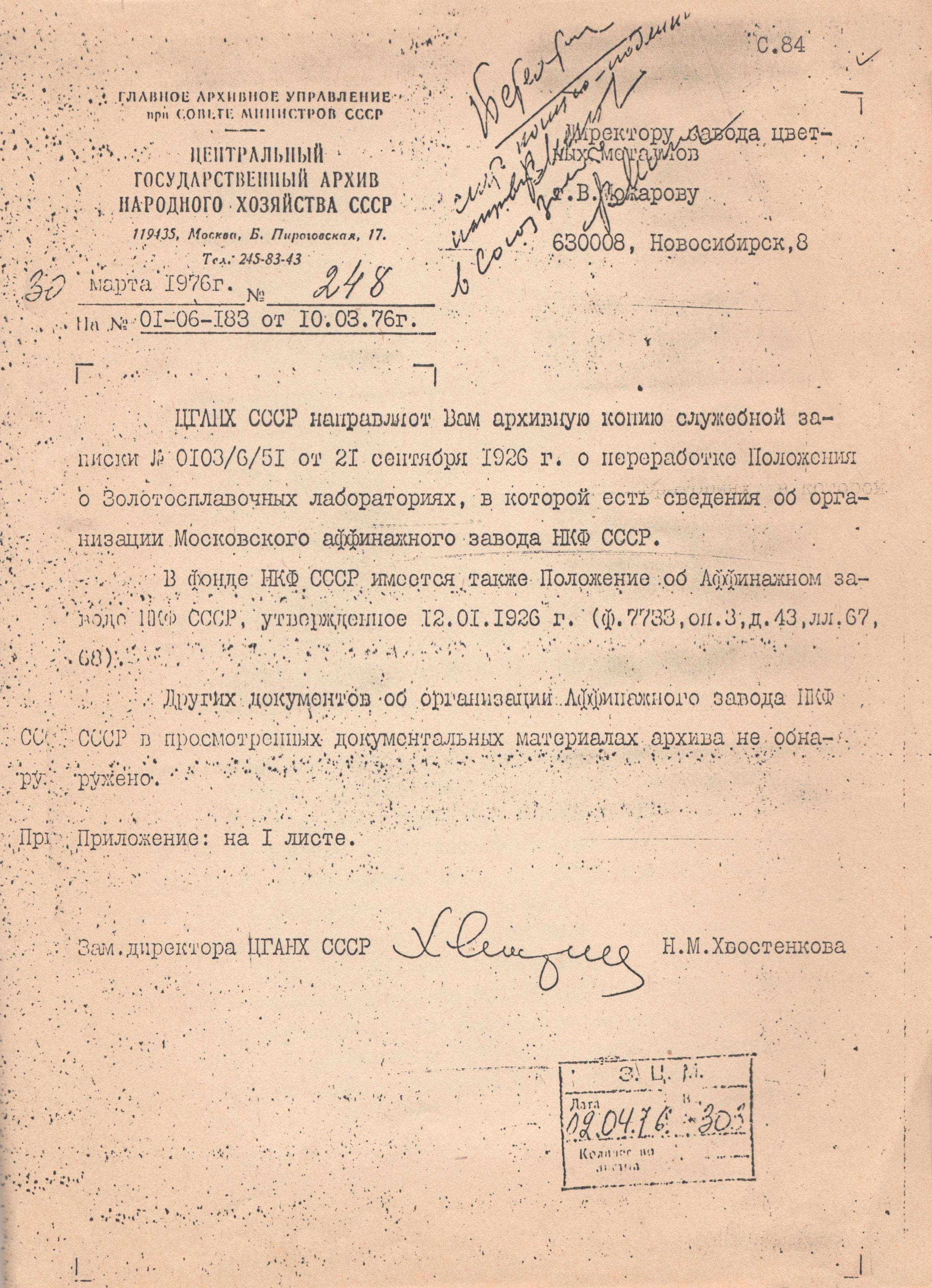
Архивная копия учредительного документа Московского аффинажного завода НКФ СССР

С далеких приисков в столицу приходили «золотые эшелоны». Их с каждым годом становилось все больше и больше. Существовашая Плавильно-аффинажная лаборатория была не в состоянии справиться с переработкой золотого потока. Правительством было принято решение: на базе Плавильно-аффинажной лаборатории образовать завод.
С 1 октября 1925 года Московская Плавильно-аффинажная лаборатория была преобразована в Аффинажный завод НКФ СССР, положение о котором было утверждено 12 января 1926 года (справки Центрального Государственного архива НХ СССР от 26 марта 1976 года за № 248). 1926 год является годом образования завода.
Аффинажный завод был размещен в неприспособленном для промышленного предприятия здании (бывшей бане-прачечной) и вступил в эксплуатацию в 1926 году (Москва, ул. Дурова 29, бывшая ул. Старая Божедомка, 29).
В 1928 году завод назывался Акционерное общество Союз-золото, в 1932 году был переименован в Государственное предприятие по аффинажу драгоценных металлов имени ОГПУ «Аффинажзолото» Главцветметзолото.
По прошествии 10 лет заводу стали тесны его помещения. Было принято решение о строительстве нового завода. В 1935 году Главзолотом был разработан проект строительства центрального аффинажного завода (ст. Мытищи, Северной железной дороги), но ввиду большой стоимости (47 млн руб.) строительство завода осуществлено не было.
В 1936 году Совнарком СССР Постановлением от 13 июля перевел завод в литерный (особую группу) и подчинил непосредственно Наркому тяжелой промышленности Серго Орджоникидзе. Согласно приказу НТП от 9 сентября 1936 года № 325с завод получил название «Завод № 171 им. ОГПУ НКТП».
В 1938 году снова встал вопрос о строительстве нового аффинажного завода. Был разработан проект и выделена площадка (Москва, Варшавское шоссе, Верхние Котлы) со зданиями, ранее принадлежавшими НИИ-1 Наркомата оборонной промышленности СССР.
К 1941 году по проекту «Гипрозолото» завод был построен, но так и не начал работать из-за начала Великой Отечественной войны и был эвакуирован в Новосибирск.
Первый эшелон прибыл в Новосибирск 21 июля 1941 года. В нём находилось 578 человек из которых 207 — рабочие, а также 768 единиц оборудования. В Новосибирске завод был размещен в здании бывшего Сельскохозяйственного техникума, главный корпус которого был построен в 1927—1928 годах архитектором А. Д. Крячковым.
Размещение завода в Новосибирске было проведено в кратчайшие сроки. и уже в ноябре 1941 года завод начал выпускать готовую продукцию. На новом месте было не только восстановлено производство золота и серебра, но и была создана база для дальнейшего увеличения выпуска продукции. Коллектив завода в годы войны работал под девизом: «Всё для фронта! Всё для победы!»
Приказом МВД СССР от 6 сентября 1946 года № 00811 завод был переведен в подчинение Главному управлению лагерей горно-металлургической промышленности МВД (ГУЛГМП МВД). В здании бывшего Сельскохозяйственного техникума проводились неоднократные реконструкции для адаптации помещений под узкоспециализированное производство. В 1947 году завершается реконструкция и техническое перевооружение завода, предприятие располагается в семи производственных цехах.
С 1966 года завод получил название «Новосибирский завод цветных металлов» и условное наименованием — Предприятие п/я В-2938. В 1966 году на основании наряда-заказа от 17 мая за № 14-20 «Главцветметниипроекта» МЦМ СССР «Цветметниипроект» было составлено технико-экономическое обоснование (ТЭО) строительства нового аффинажного завода, на основании которого для строительства завода была выбрана площадка в городе Касимове Рязанской области.
В 1973 году основным видам готовой продукции завода был впервые присвоен Государственный Знак качества. А в 1976 году — в год 50-летия образования завода — коллектив НЗЦМ был награждён орденом «Знак Почета».
До 1989 года Новосибирский завод перерабатывал практически все золото и серебро, которое добывалось в СССР и странах СЭВ. Однако 1990 году по проекту, разработанному ВНИИПИгорцветмет, был построен новый аффинажный завод Приокский завод цветных металлов, который вступил в эксплуатацию в декабре. 1 июля 1991 года Новосибирский завод цветных металлов прекратил свою производственную деятельность.
Однако, после того, как 19 августа 1991 года была начата полная реконструкция завода, в ходе которой из грунта и старых стен зданий выплавлено 640 кг золота и 4,5 тонны серебра, было принято решение восстановить производство драгоценных металлов на прежнем месте. На полученные от зачистки деньги завод был практически отстроен заново.
При закрытии завода была полностью сохранена Аналитическая лаборатория, как и основная часть золотоперерабатывающего коллектива, которая перешла в малое государственное предприятие «Атолл», расположенное на территории бывшего НЗЦМ. При поддержке, оказываемой Комитетом драгоценных металлов, удалось объединить два предприятия и создать новый Новосибирский аффинажный завод.

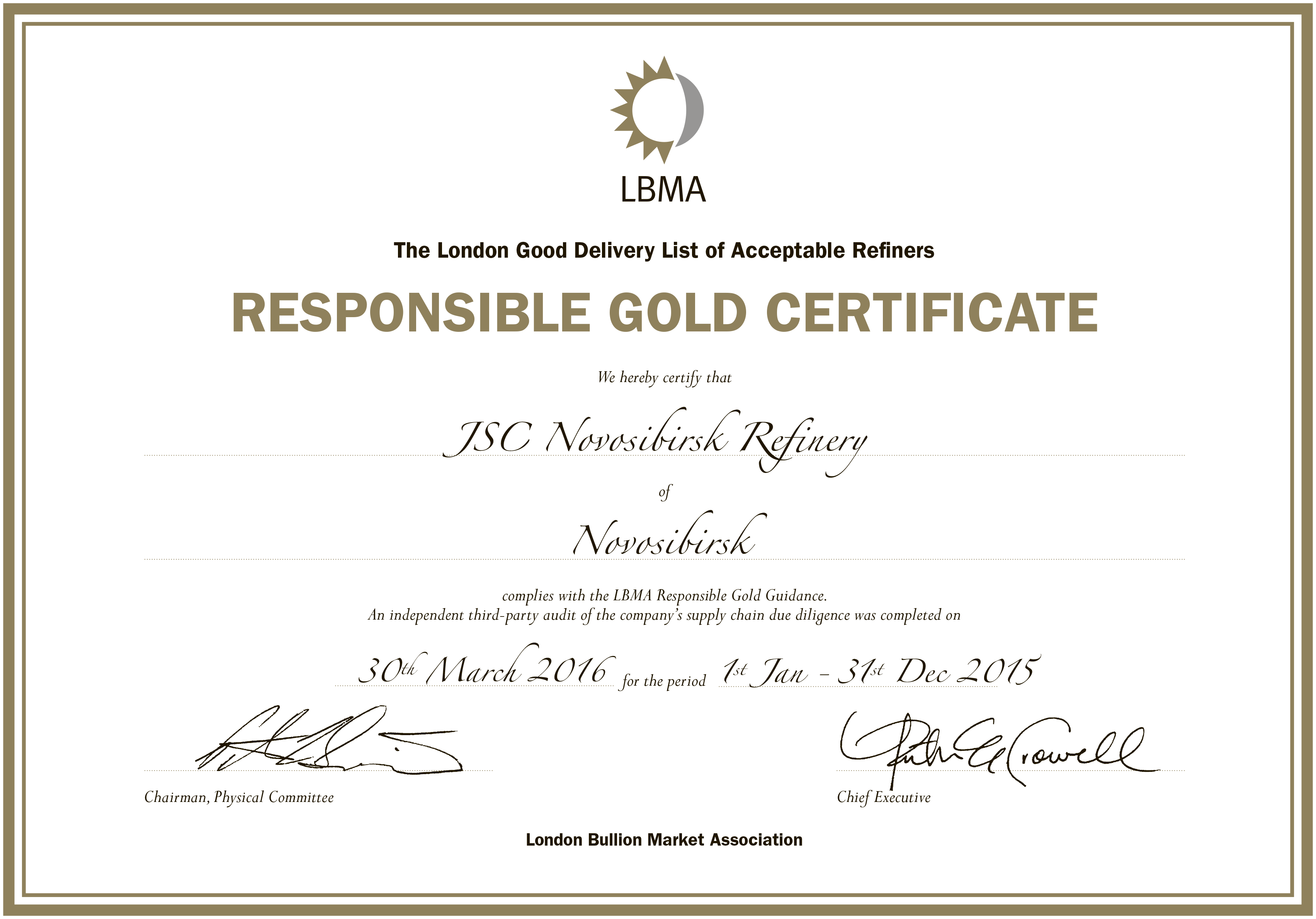
Сертификат LBMA по ответственному обращению с золотом

На зачистку, реставрацию и восстановление завода ушло 3 года. В 1994 году было образовано Федеральное государственное предприятие «Новосибирский аффинажный завод» — ФГП «НАЗ».
В 1999 году на Лондонской бирже драгоценных металлов предприятию был присвоен статус Good Delivery на продукцию из золота и серебра, в 2001 году — на продукцию из палладия, в 2002 — из платины.
В 2003 году завод получает статус акционерного общества.
В 2016 году Росимущество выставило на продажу 100 % акций Новосибирского аффинажного завода. В июне 2017 года завод был продан за 880 млн рублей. Владельцем предприятия стало ООО «Центр управления недвижимостью», входящее в холдинг AEON. В августе 2017 года инвестиционная компания «Волга Капитал» приобрела 79,99 % акций завода за 704 млн руб. В феврале 2018 года «Волга Капитал» выкупила оставшийся пакет акций предприятия за 410 млн рублей. А уже в ноябре 2019 года он был продан московской предпринимательнице Лилии Пономаревой.
В апреле 2020 года АО «Новосибирский аффинажный завод» приобрело 50 % акций АО «Хасынская горная компания» владеющей лицензиями на добычу золота в Магаданской области.

## Руководство
- Орлов Андрей Алексеевич (1938—1943)
- Эйдис Семён Моисеевич (1943—1950)
- Захаров Вячеслав Павлович (1950—1956)
- Можаров Виктор Иванович (1956—1979)
- Зырянов Евгений Алексеевич (1979)
- Перфильев Василий Васильевич (1979—1991)
- Голубев Владимир Николаевич (1991—1994)
- Гордеев Геннадий Александрович (1994—2010)
- Кобзев Дмитрий Владимирович (2010—2017)
- Голубев Владимир Николаевич (2017)
- Субанов Булад Сергеевич (2017—2018)
- Латыпов Дмитрий Юрьевич (2019—2022)
- Прохоров Виталий Александрович (2022 — н.в.)

## Продукция

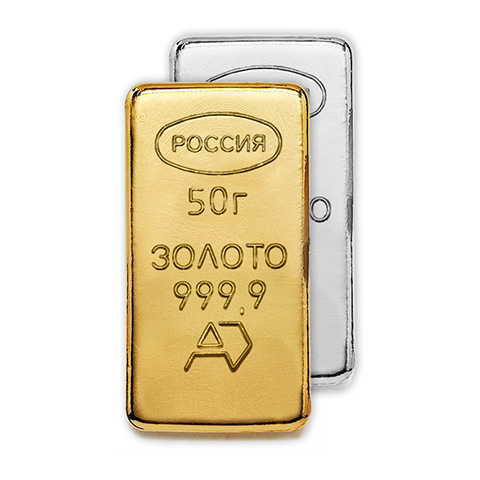
Готовая продукция Новосибирского аффинажного завода

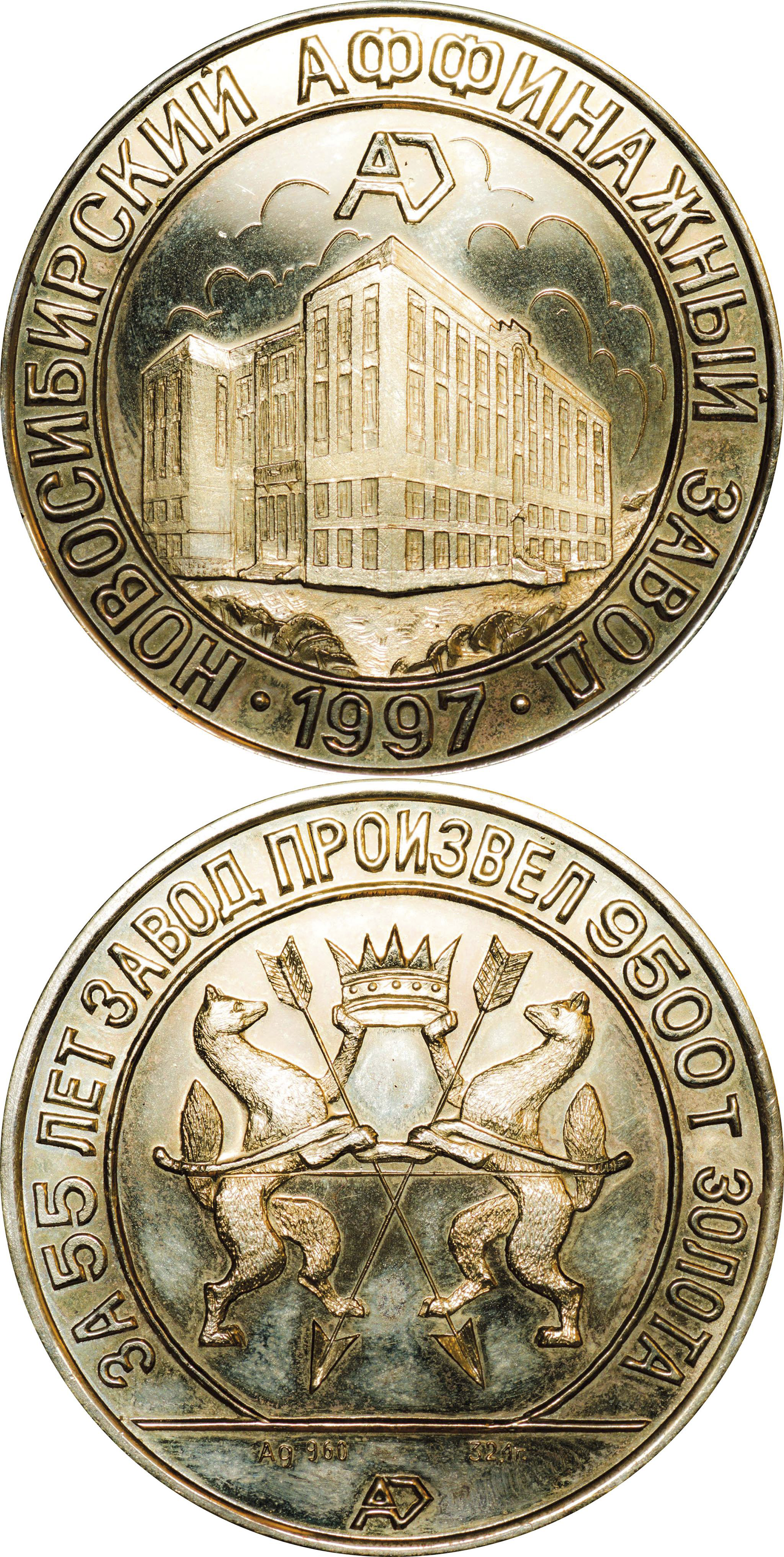
Сувенирная продукция (монета в честь 55-летия завода)

Новосибирский аффинажный завод занимается переработкой минерального и вторичного сырья, содержащего драгоценные и цветные металлы, производством и реализацией изделий из драгоценных металлов, а также проведением количественного химического анализа драгоценных и цветных металлов.

###### Классификация
- золото в стандартных и мерных слитках, в виде порошка, пластин, гранул, анодов и пр.
- серебро в стандартных и мерных слитках, в виде пластин, гранул, кристаллов, анодов и пр.
- платина в слитках, в виде порошка и пр.
- палладий в слитках, в виде порошка и пр.

На заводе изготавливалась и сувенирная продукция, напр. монеты, значки, медали и др. изделия, а также аффинированные металлы высокой чистоты, поставляемые для оборонной, космической промышленности и др. областей применения металлов данной группы.
Качество готовой продукции контролируется ОТК завода и Западно-Сибирской государственной инспекцией пробирного надзора.

## Производство
Со времени организации в стране аффинажа золота и серебра электролизом в 1909 году, основной технологический процесс получения готовой продукции оставался практически неизменным, совершенствовались только отдельные операции и аппаратурное оформление процесса, связанные с созданием новых конструктивных материалов и более совершенного оборудования.
Основным технологическим процессом получения готовой продукции является электролиз, лишь в некоторых случаях (при получении металлов высокой чистоты) применялись химические методы осаждения металлов из растворов и методы экстрагирования.

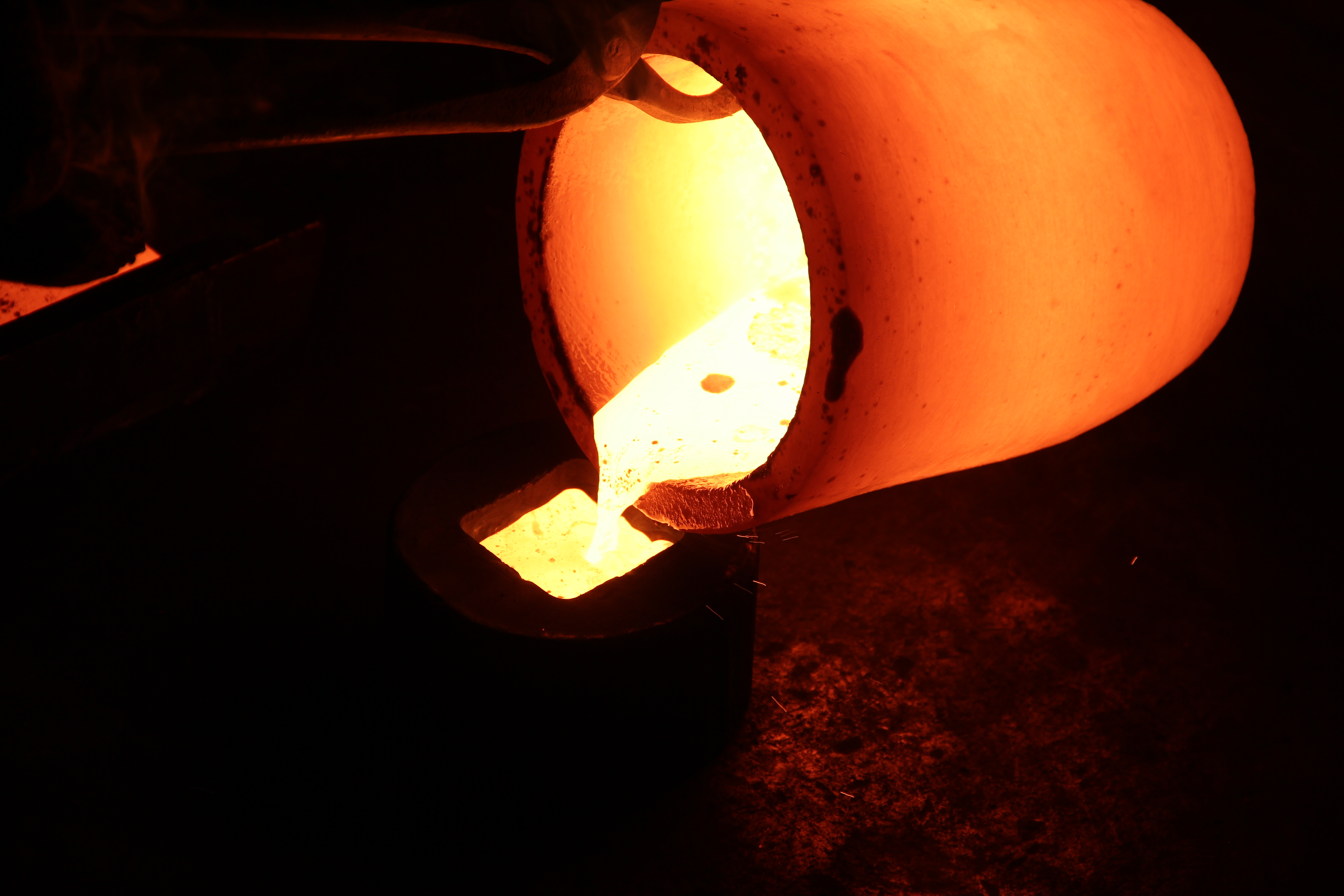
Процесс отливки слитка жидким золотом

Обязательно наличие фарфоровых чашей, ванн, в которых при участии электрического тока проходят сложные химические процессы, благодаря которым лигатурное золото освобождается от примесей, превращаясь в металл высокой чистоты. По окончании процесса электролиза, золото промывают, сушат, а затем плавят в электрических печах, управляемых автоматикой и людьми. Тигель, наполненный жидким металлом, перемещается к изложницам, в которые разливают металл в слитки. При разливе поверхность подогревают пламенем паяльной лампы (для придания слиткам блестящей поверхности). После остывания и шлифовки на каждый слиток набивают клеймо и пробу «99,99».
Когда в стране встал вопрос о производстве чистых и особо чистых золота и серебра (Постановление ЦК КПСС и Совета Министров СССР от 1961 года), завод в короткие сроки провел исследования, разработал технологии, методы анализа, создал нормативно-техническую документацию, освоил производство и с 1960—1961 годов выпускал металлы высокой чистоты (99,999—99,9999 %). В небольших количествах выпускались и металлы чистотой 99,99999 %.

## Лаборатория
Аналитическая лаборатория Новосибирского аффинажного завода является важным структурным подразделением завода. Главная задача АЛ заключается в контроле всех стадий производства, от поступления на завод сырья до контроля качества готовой продукции.
Сегодня анализ приемного сырья и готовой продукции выполняется в автоматическом режиме, когда информация с приборов и весов передается в компьютерную базу данных, обрабатывается, оценивается, проводится контроль правильности, присваивается марка, готовится пробирный лист и протокол, накапливается, хранится и передается в бухгалтерию учёта драгоценных металлов без влияния человеческого фактора на результат анализа.

###### Основа деятельности
- контроль приемного сырья;
- анализ промпродуктов;
- контроль готовой продукции (аффинированных металлов);
- исследование отходов аффинажного производства;
- экологический контроль.

Лаборатория выполняет экспресс-контроль технологических проб и растворов при аналитическом сопровождении технологии аффинажа драгоценных металлов.

###### Объекты контроля
- пробы приемного минерального и вторичного сырья в виде проб от лигатурных сплавов после приемной плавки;
- пробы в виде сыпучих порошков головного опробования;
- пробы готовой продукции — аффинированного золота, серебра, платины и палладия;
- пробы отходов аффинажного производства;
- пробы отходящих газов и очищенных растворов, сбрасываемых в атмосферу города и городскую канализацию.

В АЛ применяются все современные методы анализа для определения драгоценных и цветных металлов, а также неметаллических примесей.

###### Методы анализа
- пробирный (купелирование, тигельная и/или шерберная плавка[9]);
- атомно-эмиссионный с дуговым возбуждением спектра[10];
- атомно-эмиссионный с индуктивно связанной плазмой[11];
- масс-спектрометрический с индуктивно-связанной плазмой;
- атомно-абсорбционный;
- гравиметрический;
- титриметрический-потенциометрический[12];

Контроль качества и достоверности полученных результатов анализа выполняется по Государственным стандартным образцам состава, а также посредством шифрованных проб отдела технического контроля завода и Западно-Сибирской Государственной инспекции пробирного надзора.
Раз в три года Лондонская ассоциация рынка драгоценных металлов (LBMA) проводит проактивный мониторинг выполнения Аналитической лабораторией анализов золота и серебра для подтверждения присвоенного заводу статуса Good Delivery.

## Аккредитация

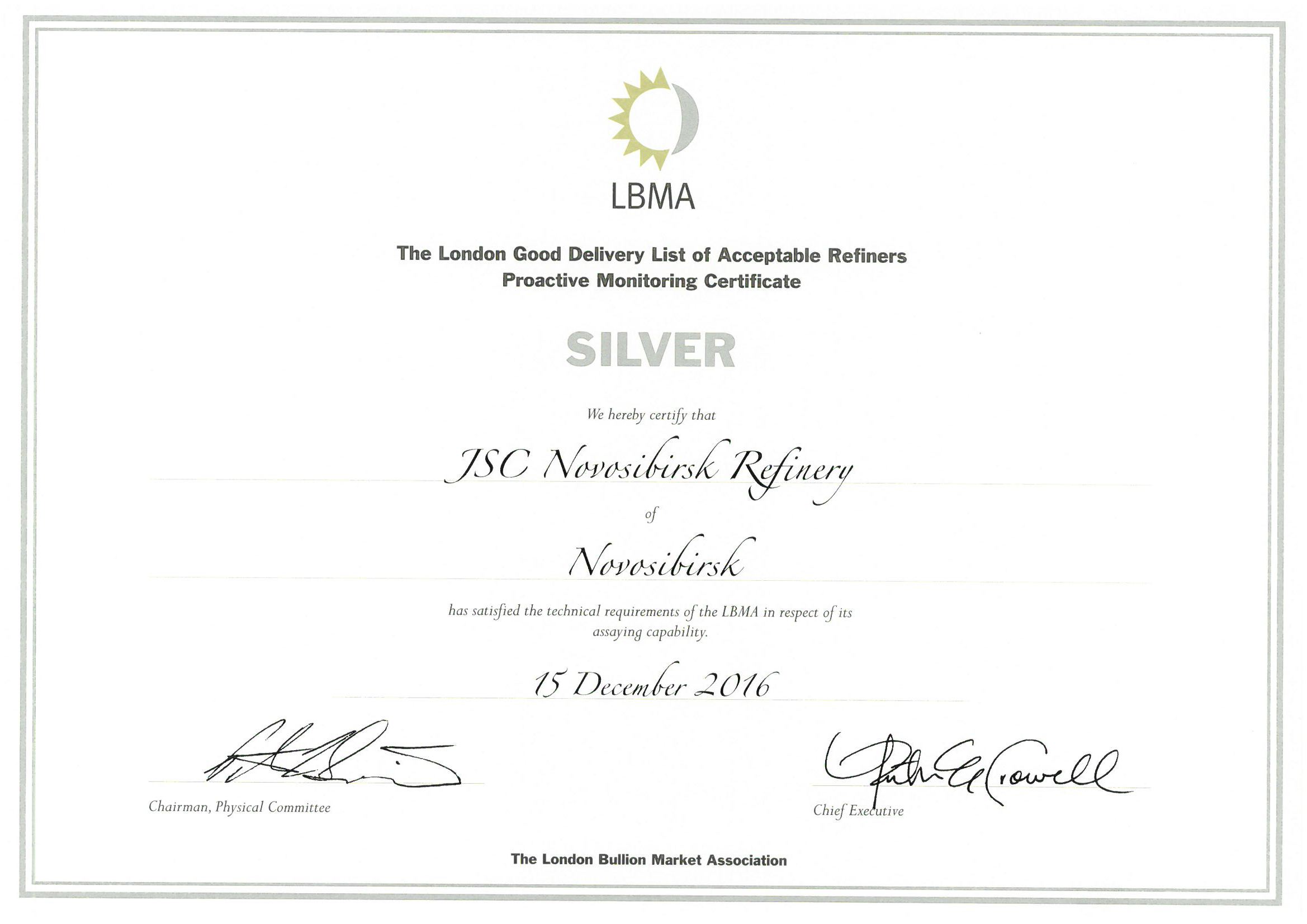
Сертификат LBMA от 15.12.2016, серебро

Центр анализа готовой продукции (ЦАГП), организованный в рамках Аналитической лаборатории АО «НАЗ», аккредитован на техническую компетентность в ААЦ «Аналитика» (Органе по аккредитации лабораторий, Полноправном члене и участнике Соглашений о взаимном признании ILAC и APLAC). В 2016 году ЦАГП прошёл плановую повторную аккредитацию, получив свидетельство об аккредитации № AAC.A.00100 от 18.05.2016, сроком действия до 18.05.2021. В область аккредитации Центра входит количественный химический анализ аффинированных золота, серебра, платины и палладия, а также сплава золота лигатурного.

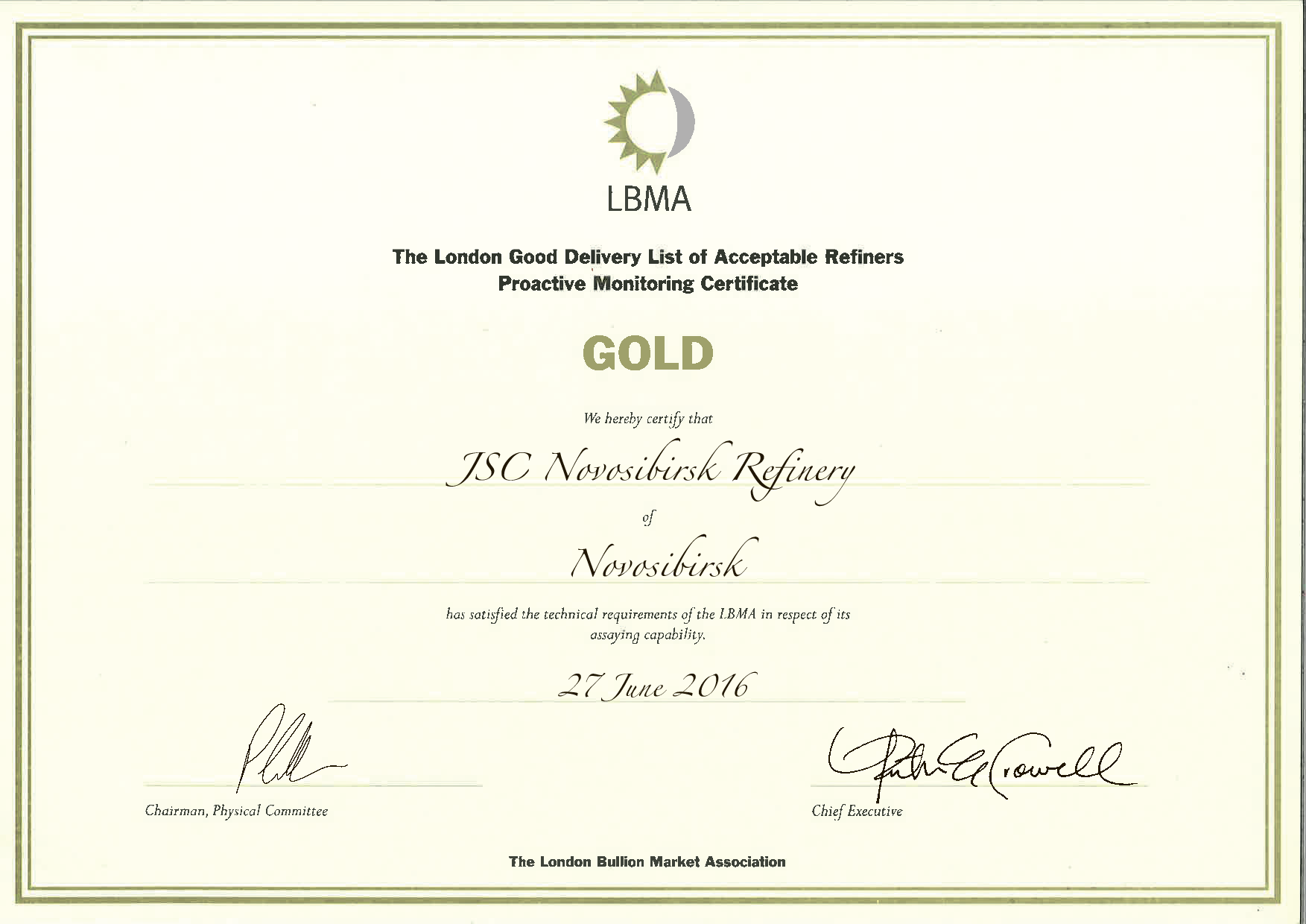
Сертификат LBMA от 27.06.2016, золото

Работа Аналитической лаборатории в 1999 году получила международное признание со стороны Лондонской ассоциации рынка драгоценных металлов (LBMA), ключевым из требований которой к аффинажным предприятиям из списка «Good Delivery» является правильность выполнения анализов золота и серебра. В последний раз упреждающий контроль («проактивный мониторинг») LBMA проводился в 2017 году.
Аффинажные предприятия сертифицируются Лондонской ассоциацией рынка драгоценных металлов каждые три года.
Статус Good Delivery был отозван 07.03.2022.